# Operator (ブラウザ拡張機能)
OperatorとはMozilla Firefoxウェブブラウザに対応した拡張機能であり、構文解析を行っており数あるマイクロフォーマットで動作するだけでなく検証も行っている。
ユーザーはツールバー、ツールバーボタン、ステータスバーアイコン、ロケーションバーアイコン、サイドバーといった任意で選べる様々な方法でマイクロフォーマットにアクセスすることができる。
以下のマイクロフォーマットにネイティブ対応している:
- adr (adr spec) (郵便番号)
- hCard (連絡先情報)[4]
- hCalendar (出来事)[4]
- Geo (地理座標)
- rel-tag

さらにユーザーは既存のマイクロフォーマットもしくは認識した特定の追加マイクロフォーマットで新たなアクションを追加することで拡張できる。
IBMのマイク・カプリーが開発しており、Firefox 3のマイクロフォーマットAPIへのネイティブ対応が基礎となっているが、グラフィカルユーザインタフェースでの実行に関する合意が得られてないためダイレクトユーザインタフェースは持っていない。